# Mind (periodico britannico)
Mind è una rivista accademica a revisione paritaria (peer-reviewed) trimestrale pubblicata dalla Oxford University Press per conto della Mind Association. Si occupa principalmente di Filosofia.
Il periodico fu istituito nel 1876 dal filosofo scozzese Alexander Bain (Università di Aberdeen) con il suo collega ed ex studente George Croom Robertson (University College di Londra) come caporedattore. Con la morte di Robertson nel 1891, George Stout assunse la direzione editoriale. 
Nel corso del XX secolo, la rivista è stata leader nella pubblicazione di articoli di filosofia analitica. Nel 2015, sotto l'egida dei suoi nuovi redattori capo Lucy O'Brien (University College London) e Adrian William Moore (University of Oxford), ha iniziato ad accettare articoli da tutti gli stili e tutte le scuole di filosofia.
Molti saggi famosi sono stati pubblicati su Mind da personalità come Charles Darwin, J. M. E. McTaggart e Noam Chomsky. Tre dei più famosi, probabilmente, sono What the Tortoise Said to Achilles (1895) di Lewis Carroll, On Denoting di Bertrand Russell (1905) e Computing Machinery and Intelligence di Alan Turing (1950), in cui per la prima volta fu proposto il test di Turing.
La sua sede istituzionale è condivisa tra l'Università di Oxford e l'University College di Londra.